# Бездітність

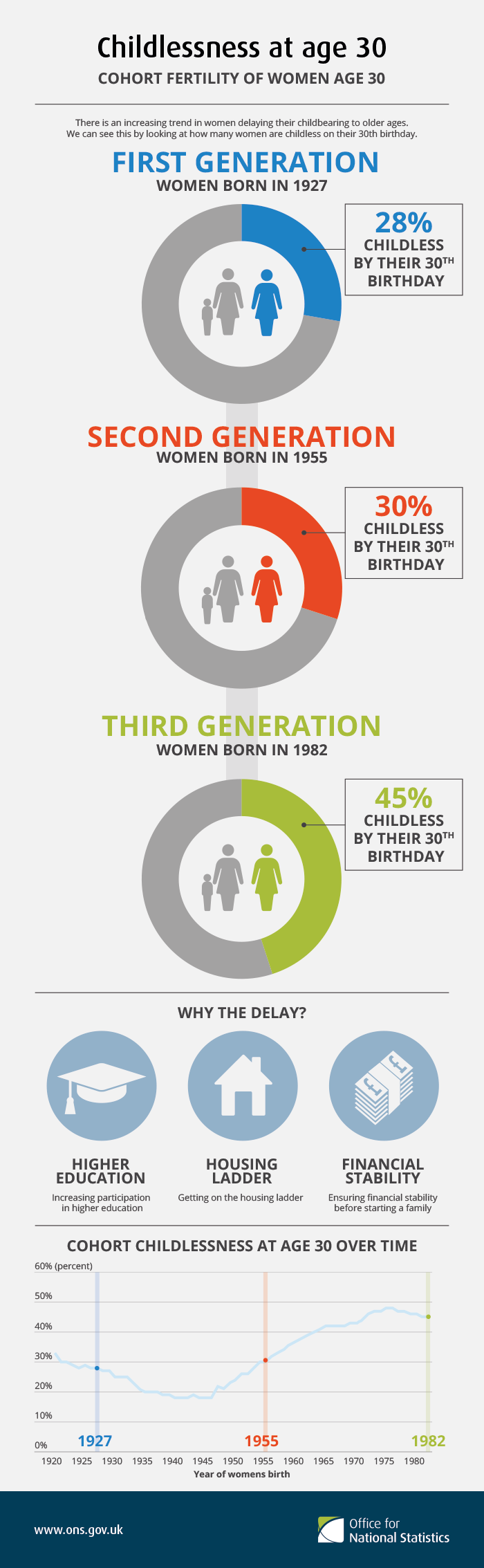
Бездітність у віці 30 років

Бездітність — відсутність дітей. Може мати особисті, соціальні чи політичні причини.
Бездітність, викликана збігом обставин життя, відрізняється від свідомої бездітності (чайлдфрі), тобто небажанням мати дітей попри таку можливість, та від антинаталізму, який пропагує зникнення людства як виду.

## Типи
Бездітність можна поділити на 4 категорії:
| Мимовільна бездітність                                                | Природна стерильність                                                 | Випадково проявляється в 2 % кожного суспільства (за даними гуттеритів, групи, створеної як демографічний стандарт у 1950-х), інімальний постійний рівень бездітності                                                                          |
| Мимовільна бездітність                                                | Соціальна стерильність                                                | Бездітність, зумовлена бідністю або ендогенною стерильністю, описує становище бідних жінок, на фертильність яких вплинули погані умови життя.                                                                                                  |
| Мимовільна бездітність                                                | Вимушена бездітність (за обставинами)                                 | Бездітність через відсутність партнера(-ки), з ким хотіли б мати дітей; через відкладання розмноження на потім, безрезультатні спроби завагітніти у зрілому віці, або через медичні проблеми, такі як ендометріоз, що ускладнюють запліднення. |
| Свідома (добровільна) бездітність (бездітність за вибором \ чайлдфрі) | Свідома (добровільна) бездітність (бездітність за вибором \ чайлдфрі) | Свідоме рішення не народжувати дітей, а також субкультура та ідеологія, яка характеризується небажанням мати дітей попри таку можливість. |

## Статистика
Наприкінці XIX століття доходи та рівень освіти були низькими. Це зробило рівень соціальної стерильності дуже високим. Внаслідок епідемії іспанського грипу інфіковані вагітні жінки були особливо вразливими до викиднів. Велика депресія також збіднила ці покоління, серед яких добровільна бездітність була майже відсутня. Загалом рівень бездітності одружених жінок, народжених між 1871 і 1915 роками, коливався між 15 і 20 %. Зростання як освіти, так і загального доходу, дозволило наступним поколінням врятуватися від ситуацій, коли подружжя «не мали як» мати дітей, а рівень бездітності почав падати. З часом характер бездітності змінювався, стаючи дедалі більше результатом вибору деяких освічених жінок. Низький рівень бездітності близько 7 % досягло покоління бебі-буму. В наступних поколіннях він знову почав зростати: 12 % жінок, народжених у 1964-68 роках, залишалися бездітними. Зараз соціальні причини бездітності для жінок, які перебувають у союзі, повністю зникли. Однак не для самотніх жінок, які зазвичай бідніші, для яких соціальна стерильність все ще існує.
З 2007 по 2011 рік коефіцієнт народжуваності в США знизився на 9 %, у 2010 році дослідницький центр П'ю повідомляв, що народжуваність була найнижчою в історії США і що серед усіх расових та етнічних груп бездітність зросла приблизно до 1 з 5 проти 1 з 10 у 1970-х. CDC опублікував статистику за I квартал 2016 року, яка підтверджує, що рівень народжуваності в США впав до найнижчого рівня з початку ведення обліку в 1909 році: 59,8 народжень на 1000 жінок, що вдвічі нижче за 122,9 у 1957 році. Навіть беручи до уваги падіння рівня народжуваності, Бюро перепису населення США все ще прогнозувало, що населення США збільшиться з 319 мільйонів (2014) до 400 мільйонів до 2051.
У документі, представленому на робочій сесії Європейської економічної комісії ООН з питань демографічних прогнозів 2013 року, шведські статистики повідомили, що з 2000-х років у Швеції зменшилася бездітність, а кількість шлюбів зросла. Також подружжя частіше вирішували мати третю дитину, що дозволяє припустити, що нуклеарна сім'я в Швеції більше не занепадає.
Від безпліддя страждає 17,8 % населення країн з високим рівнем доходу та 16,5 % — з низьким і середнім, за звітом ВООЗ у 2023 році.

## Причини
Причини бездітності включають, але не обмежуючись цим, таке:
Мимовільна бездітність
- Безпліддя, тобто нездатність пари зачати.
  - Протипоказання до вагітності: поганий загальний стан, хронічні захворювання.
  - Гінекологічні захворювання, зокрема, фізичні травми, викликані попередньою вагітністю.
  - Психічні проблеми, як-от когнітивні порушення (виконавчих функцій) і депресія, що не дозволяють займатися вихованням дітей.
- Практичні труднощі, пов'язані з оточенням і соціальним середовищем:
  - Відсутність партнера(-ки) або партнера(-ки) протилежної статі;
  - Соціальні або правові бар'єри на шляху усиновлення;
  - Тривалість досягнення достатнього рівня доходу та добробуту, що збільшує ймовірність виходу з репродуктивного віку;
  - Брак фінансових та інших ресурсів, що ставить під сумнів шанси виносити або виховати дитину:
    - Брак фінансових ресурсів за відсутності родинної та суспільної підтримки;
    - Погана доступність медичної допомоги (часто накладається на нестачу фінансових ресурсів);
    - Недоступність послуг допомоги по господарству та догляду за дитиною;
- Небажання партнера(-ки) зачати або виховувати дітей.

Добровільна бездітність
- Целібат (безшлюбність), тобто абстиненція.
- Чайлдфрі — особистий вибір, тобто рішення не мати дітей за фізичної, ментальної і фінансової можливості їх мати.
  - Ризики втратити кар'єрні шанси через догляд за дитиною;
  - Ризики вагітності, пологів та виховування дитини для організму (протипокази до вагітності та пологів, ризик післяпологових ускладнень, материнська смертність);
  - Вартість вирощування дитини;
  - Шанси спадкування дитиною родинних захворювань;
- Антінаталізм — відмова від розмноження з етичних міркувань.
  - Відмова від розмноження на користь добровільного вимирання людства через перенаселення, зміну клімату тощо.

## Рішення щодо безпліддя
Деякі форми мимовільної бездітності можна обійти. Серед варіантів: 
1. Допоміжні репродуктивні технології:

- Штучне запліднення — сперма за допомогою мастурбації збирається і вводиться в матку відразу після овуляції.
- інтрацитоплазматичне введення сперми (ICIS) — введення одного сперматозоїда безпосередньо в яйцеклітину, після чого яйцеклітина поміщається в матку шляхом запліднення in vitro.
- запліднення in vitro (екстракорпоральне запліднення) — зріла яйцеклітина хірургічним шляхом видаляється з яєчника, поміщається в середовище зі спермою до запліднення, а потім поміщається в матку.[8]
- внутрішньофалопієве перенесення гамет[en] (GIFT).
- внутрішньофалопієве перенесення зигот[en] (ZIFT).

2. Соціальне безпліддя (самотні люди, одностатеві пари, гетеро пари з медичним безпліддям): 
- Усиновлення (удочеріння) — добровільне прийняття в свою сім'ю дитини, яка залишилась без піклування, на правах сина або дочки на підставі рішення суду.